# روبرت لاساردو
روبرت لاساردو (بالإنجليزية: Robert LaSardo)‏ هو ممثل أمريكي، ولد في 20 سبتمبر 1963 ببروكلين في الولايات المتحدة.

## أعمال

### أفلام
- (1991) من أجل العدالة
- (1994)  المحترف[2]
- (1995) عالم الماء[3][4]
- (2003) في الجحيم
- (2007) نصف ميت 2
- (2008) سباق الموت[5]
- (2015) ذي هيومن سينتيبيد 3[6]
- (2018) مهرب مخدرات[7]

### مسلسلات
- الملفات الغامضة
- التحقيق في موقع الجريمة
- ميامي
- شبح هامس
- كولد كيس

## وصلات خارجية
- روبرت لاساردو على موقع IMDb (الإنجليزية)
- روبرت لاساردو على موقع ألو سيني (الفرنسية)
- روبرت لاساردو على موقع قاعدة بيانات الأفلام السويدية (السويدية)
- روبرت لاساردو على موقع قاعدة بيانات الفيلم (الإنجليزية)
- روبرت لاساردو على موقع كينوبويسك (الروسية)